# Мур, Гэри
Ро́берт Уи́льям Гэ́ри Мур (англ. Robert William Gary Moore; 4 апреля 1952, Белфаст, Северная Ирландия — 6 февраля 2011, Эстепона, Испания) — североирландский гитарист-виртуоз, певец, автор песен. Внёс заметный вклад в развитие блюз-рока.

## Творческий путь
В восемь лет начал осваивать акустическую гитару. В четырнадцать лет у него уже была электрогитара. С того времени Гэри Мур научился играть на стандартных «праворуких» гитарах, несмотря на то, что он был левшой. Как и большинство своих сверстников, он был увлечён музыкой Элвиса Пресли и The Beatles. После того, как он посетил концерты Джими Хендрикса и John Mayall’s Bluesbreakers, Гэри Мур стал играть блюз-рок.
Первой группой гитариста была школьная Granny’s Intentions, за которой в 1968 году последовала блюз-роковая Skid Row (Фил Лайнотт — вокал, Брендан Шилдс — бас, Ноэл Бриджмэн — ударные).
Уже после ухода Лайнотта группа записала два альбома, Гэри Мур параллельно принял участие в записи второго альбома фолковой команды Dr. Strangely Strange, после чего организовал The Gary Moore Band (Джон Кёртис — бас, Пирс Келли — ударные), чей дебютный альбом Grinding Stone вышел в 1973 году. Стиль музыки альбома представлял собой смесь блюза The Jeff Beck Group, фьюжн-музыки Mahavishnu Orchestra и Allman Brothers. К середине 1970-х под влиянием Карлоса Сантаны Гэри выработал собственную узнаваемую манеру — пронзительный и вместе с тем очень лиричный стиль, идеально подходивший для формировавшегося в те годы хард-н-хэви.
В январе 1974 года Лайнотт пригласил Мура в Thin Lizzy на место Эрика Бэлла, но через четыре месяца гитарист ушёл в Colosseum II Джона Хайсмена, где записал три альбома (на пластинках 1976 и 1977 есть и его вокальные партии). В январе-мае 1977 года Гэри Мур работал в Thin Lizzy, затем снова ушёл в Colosseum II, вернулся в августе 1978 года и опять ушёл через год, после успеха сольного сингла «Parisienne Walkways» (UK-8). В 1979—1980 Мур работал в составе американской хард-роковой группы G-Force (Тони Ньютон — вокал, Уилли Ди — бас, Марк Носиф — ударные), с которой записал одноимённый диск.
В октябре 1982 года музыкант подписал сольный контракт с Virgin Records и, пригласив признанных мастеров харда — ударника Иэна Пейса, басиста Нила Мюрея, клавишника Tommy Eyre и вокалиста Чарли Хуна, выпустил альбом Corridors Of Power (UK-30/ US-149). В качестве модели для подражания Мур выбрал популярные в то время в США группы Journey и REO Speedwagon, с их мелодичными песнями с мощными аккордами. Альбомы 1984 года — Dirty Fingers и 1985 года — Run for Cover заняли в Англии 12-е место, а альбом 1987-го Wild Frontier — 8-е. В записи этих альбомов приняли участие звёзды мирового рока того времени: Гленн Хьюз (бас, вокал), Фил Лайнотт (бас, вокал), Дон Эйри (клавишные).
В 1990 году Гэри Мур выпустил альбом Still Got The Blues (UK-13/US-83), в записи которого участвовали Альберт Кинг, Альберт Коллинз и Дон Эйри. «Блюзовый период» в творчестве гитариста продолжался семь лет; вышел альбом After Hours (UK-4/US-145), концертный диск, сборник, совместный альбом ВВМ Around The Next Dream (с Джеком Брюсом и Джинджером Бейкером, в лучших традициях Cream) и посвящение Питеру Грину — Blues For Greeny (UK-14).
В 1997 году появился новый студийный альбом Dark Days in Paradise, который вызвал яростное возмущение давних поклонников музыканта. Мур предстает на нём в амплуа вокалиста, отодвинув гитару на второй план. По стилистике альбом напоминает творчество Карлоса Сантаны и Эрика Клэптона, но гораздо более эклектичен. Интересные, необычные мелодии и богатые аранжировки придают альбому в целом некий шарм, который, однако, был многими воспринят как уход автора в эстрадную, чисто коммерческую музыку.
Если возможен электронный блюз-рок, то именно он был представлен на диске A Different Beat, выпущенном в 1999 году. Гэри Мур серьёзно увлёкся экспериментами с электронным звучанием. Сочетание пронзительной соло-гитары с жёстким брэйкбитом может быть расценено по-разному — и как смелый шаг вперёд, желание порвать со старыми штампами, и как попытка поднять свои акции в глазах молодёжи. Как бы то ни было, альбомы 1997 и 1999 являются, пожалуй, самыми спорными и самыми интересными в дискографии гитариста. К сожалению, оба они не сумели стать заметными событиями в британской электронной музыке, хотя заслуживают самого пристального внимания.
В 2004 году вышел диск Power of the Blues, все треки на котором были новыми, но сыгранными в старом, характерно-муровском стиле блюз-рока.
17—30 октября 2010 года Гэри Мур проводит в туре по девяти городам России: Пермь (ДС Молот), Красноярск (ДС Ярыгина), Владивосток (ФескоХолл), Хабаровск (Платинум Арена), Новосибирск (ЛДС Сибирь), Екатеринбург (Теле Клуб), Ростов-на-Дону (Дворец Спорта), Москва (Государственный Кремлёвский дворец), Санкт-Петербург (БКЗ Октябрьский). Состав группы в туре: Jonathan Noyce — бас, Darrin Mooney — барабаны, Neil Carter — клавишные, гитара, вокал.

## Смерть
Гэри Мур скончался в воскресенье, 6 февраля 2011 года, в возрасте 58 лет.
Музыканта нашли мёртвым в гостиничном номере отеля Kempinski Resort на побережье Коста-дель-Соль на юге Испании. Друзья и коллеги музыканта заявляют о том, что он не принимал наркотические средства три последних месяца и прошёл реабилитацию. По результатам вскрытия, проведенного 7 февраля, судмедэксперты установили, что смерть Мура наступила по естественным причинам.
Согласно результатам более поздней экспертизы, причиной смерти Гэри Мура стал сердечный приступ, вызванный алкогольным отравлением. Было установлено, что в организме музыканта содержалось 380 миллиграммов алкоголя на один децилитр крови, при том что 350 миллиграммов алкоголя на один децилитр крови уже могут привести к смертельному исходу (для сравнения — в крови Эми Уайнхаус на момент смерти содержалось 416 миллиграммов алкоголя на один децилитр крови).
25 февраля 2011 Гэри Мур был похоронен на кладбище маленькой деревни в окрестностях Брайтона (Англия). Семья Мура решила устроить его похороны не в Белфасте (Северная Ирландия), где он родился, а возле его дома, в котором он жил последние 15 лет, и где живут его дети. Лили, одна из четверых детей гитариста, сказала, что её отец был:

«человеком в цветастой рубашке, который обладал детскими качествами и был источником вдохновения для многих, а также личностью, которую невозможно забыть».

## Дискография

### Студийные альбомы
- 1973 — Grinding Stone
- 1978 — Back on the Streets
- 1979 — G-Force (G-Force)
- 1982 — Corridors of Power
- 1983 — Victims of the Future
- 1984 — Dirty Fingers
- 1985 — Run for Cover
- 1986 — Rockin' Every Night (Live in Japan)
- 1987 — Wild Frontier
- 1989 — After the War
- 1990 — Still Got the Blues
- 1992 — After Hours
- 1993 — Blues Alive
- 1994 — Around The Next Dream (BBM)
- 1994 — Walkways[англ.]
- 1995 — Blues for Greeny
- 1997 — Desperado (сборник 1977—78)
- 1997 — Dark Days in Paradise
- 1998 — Out in the Fields (сборник 1982—94)
- 1999 — A Different Beat
- 2001 — Back to the Blues
- 2002 — Scars (группа Scars)
- 2004 — Power of the Blues
- 2006 — Old New Blues Ballads
- 2007 — Close As You Get
- 2008 — Bad For You Baby
- 2010 — Guitar Mindtrip
- 2021 — How Blue Can You Get[англ.][14]

### Концертные альбомы
- 1981 — Live at the Marquee
- 1984 — We Want Moore!
- 1986 — Rockin’ Every Night – Live in Japan
- 1993 — Blues Alive
- 2003 — Live at Monsters of Rock
- 2007 — Live at Montreux DVD [The Definitive Montreux Collection]
- 2011 — Live at Montreux 2010[15][16]
- 2012 — Blues For Jimi[17]
- 2020 — Live from London

### Видео
- 1987 — The Video Singles
- 1987 — Live At Isstadion
- 1990 — An Evening Of The Blues
- 1993 — Live Blues
- 1994 — Ballads & Blues 1982—1994
- 1996 — Blues for Greeny Live
- 2003 — Thin Lizzy The Boys are Back in Town, Live '78
- 2003 — The Old Grey Whistle Test 2
- 2003 — Live at Monsters of Rock
- 2004 — Live at Montreux 1990
- 2007 — The Definitive Montreux Collection
- 2012 — Blues for Jimi